# Phoebetria fusca
L'albatro fuligginoso (Phoebetria fusca (Hilsenberg, 1822)) è un uccello della famiglia Diomedeidae.

## Distribuzione e habitat
È un uccello acquatico che nidifica in diverse isole della parte meridionale dell'oceano Atlantico e dell'oceano Indiano. Le colonie più numerose si trovano sull'isola Gough, sulle isole dell'arcipelago Tristan da Cunha, sull'isola del Principe Edoardo e sull'isola Marion, sulle isole Crozet e sull'isola Amsterdam.
Il suo areale marino è compreso tra 30°S e 60°S.

## Conservazione
Con una popolazione globale di circa 14.000 coppie, Phoebetria fusca è classificata dalla IUCN Red List come specie in pericolo di estinzione (Endangered).